# Apaloderma narina
Apaloderma narina là một loài chim trong họ Trogonidae. Chúng được Stephens phân loại vào năm 1815.